# Joan Baptista Orriols i Comas
Joan Baptista Orriols i Comas (Barcelona, 1828 - 1921) fou un jurista i polític català.
De formació econòmica i reconegut jurista, va treballar com a comerciant i fou professor a l'Acadèmia de Jurisprudència i Legislació de Catalunya. Destacat defensor del proteccionisme en l'Ateneu Barcelonès i considerat un dels oradors catalans més eloqüents del seu moment, fou diputat del Partit Conservador pel districte de Manresa a les eleccions generals espanyoles de 1879 i pel de Barcelona a les eleccions generals espanyoles de 1896. Posteriorment es va alinear amb Francisco Romero Robledo i va polemitzar amb Segismundo Moret. Fou president de la Societat Econòmica Barcelonesa d'Amics del País i membre de l'Acadèmia de Bones Lletres de Barcelona.
Mor als 94 anys a Barcelona, vidu de Amalia Fedriani i casat en segones núpcies amb Adelina Bataller.

## Obres
- Miscelánea oratoria (1894)